# Полін (ураган)
Ураган «Полін» (англ. Hurricane Pauline) — один із найсмертоносніших тихоокеанських ураганів, які досягли Мексики. Шістнадцятий тропічний шторм, восьмий ураган і сьомий великий ураган тихоокеанського сезону ураганів 1997 року.
Ураган Полін викликав проливні дощі вздовж мексиканського узбережжя, досягнувши максимуму в 32,62 дюйма (829 мм) у Пуенте-Хула. Сильні повені та селеві потоки в деяких з найбідніших районів Мексики забрали життя від 230 до 500 людей, що зробило цей шторм одним із найсмертоносніших штормів у східній частині Тихого океану в історії. Ураган зруйнував або пошкодив десятки тисяч будинків, залишивши близько 300 000 людей без даху над головою та спричинивши збитки на 447,8 мільйонів доларів США (1997 рік).

## Метеорологічна історія

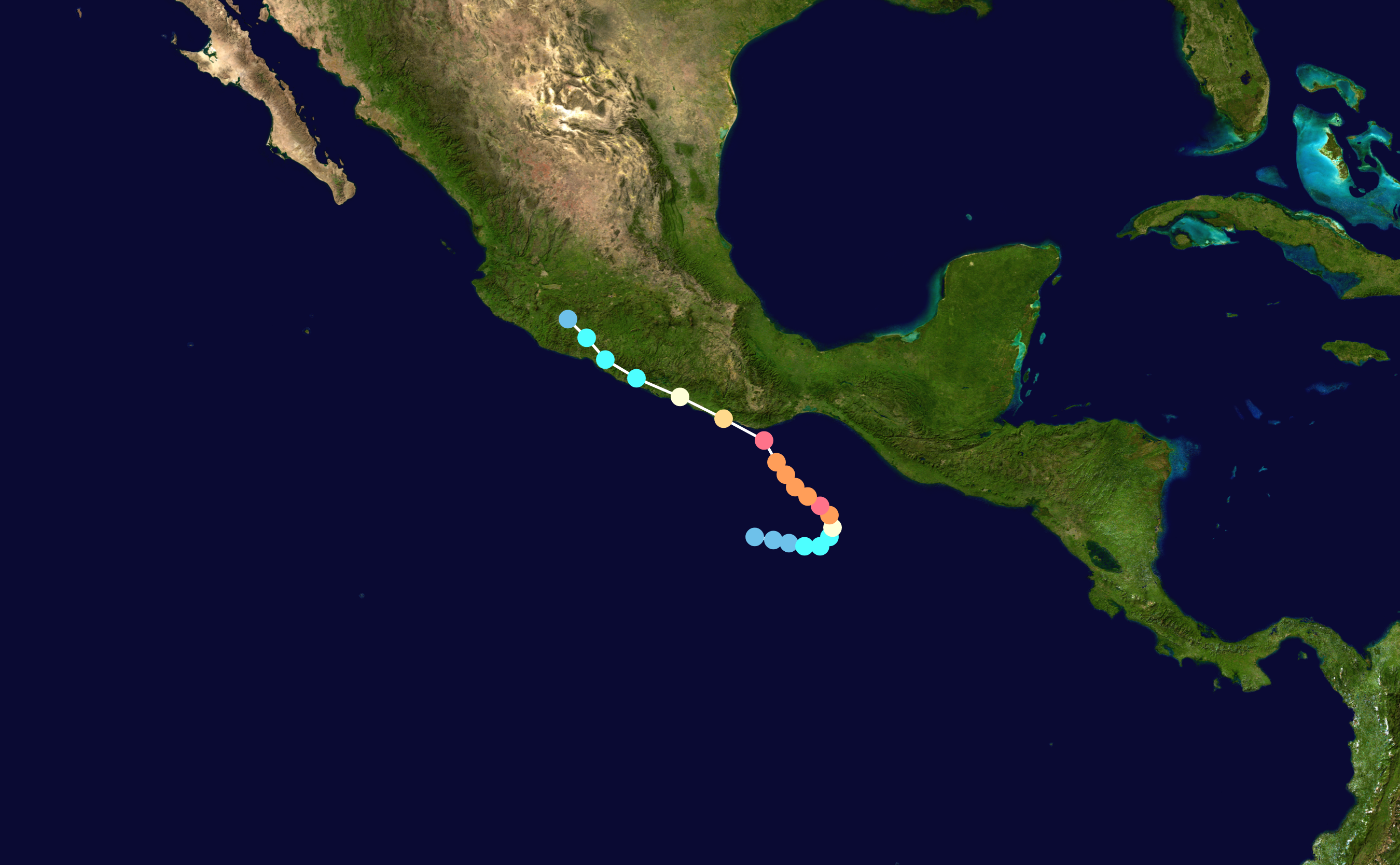
Карта шляху і інтенсивності Урагану Полін за шкалою Саффіра–Сімпсона

Вважалося, що причиною урагану «Полін» стала тропічна хвиля, яка 16 вересня 1997 р. рушила від узбережжя Африки та через тропічну Атлантику. Згодом хвиля перейшла через Атлантичний океан і Карибське море, перш ніж він перемістився через північ Південної Америки та увійшов у Тихий океан біля Панами 26 вересня. 5 жовтня, після того, як центр низької циркуляції та область глибокої атмосферної конвекції збереглися на видимих супутникових зображеннях, Національний центр спостереження за ураганами ініціював попередження про хвилю та назвав її тропічною депресією Eighteen-E. У цей час система була розташована приблизно за 290 миль (465 км) на південний схід від Пуерто-Анхель, Мексика, і почала рухатися на схід внаслідок спаду високого тиску над Центральною Америкою, який порушив нормальне керування течії. Протягом цього дня система продовжувала розвиватися з функцією смуг, що охоплювала більш ніж половину центру циркуляції низького рівня, перш ніж NHC повідомила, що система посилилася до тропічного шторму і назвала його Полін 6 жовтні.

Сильний антициклон розмив западину над південно-східною Мексикою, що повернуло Полін на північний-схід. Око циклону розпочало формуватись ввечері 6 жовтня, а на початку наступного дня Полін посилилася до урагану приблизно за 265 миль (426 км) на південний-схід від Саліна-Круз після повороту на північ і північний-захід.

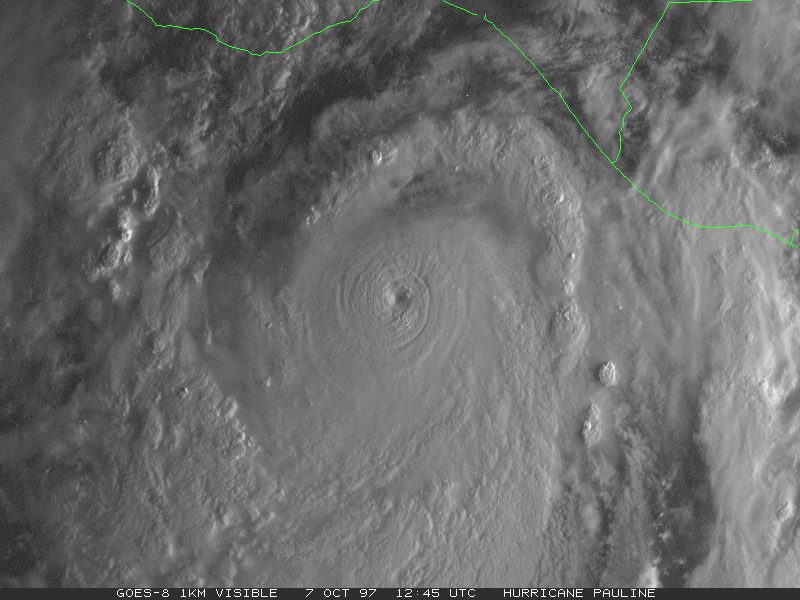
Ураган Полін біля узбережжя Мексики 7 жовтня

Полін швидко посилився після того, як став ураганом зі сприятливими умовами для подальшого розвитку, і через 18 годин після того, як став ураганом, він досяг піку інтенсивності 135 миль/год (217 км/год). Швидкість вітру урагану трохи послабшала до 115 миль/год (185 км/год), але 8 жовтня Полін знову посилилася й досягла швидкості вітру 135 миль/год (217 км/год) недалеко від узбережжя Мексики. Ураган повернувся більше на північний-захід, паралельно південному узбережжю Оахаки, і Полін швидко послабшав через взаємодію з гірською місцевістю перед виходом на берег біля Пуерто-Анхель як ураган зі швидкістю 180 км/год (110 миль/год) рано 9 жовтня тропічний циклон продовжував слабшати, коли він рухався паралельно узбережжю на невеликій відстані вглиб країни. 10 жовтня Полін розсіялася над штатом Халіско.
10 жовтня NHC опублікував свою остаточну консультацію щодо системи після того, як перші видимі супутникові зображення за день показали, що Полін розсіялася над штатом Халіско і більше не мала чітко вираженої циркуляції.

## Підготовка
Ранні прогнози занижували максимальну інтенсивність Полін на 65 миль/год (105 км/год). 7 жовтня, приблизно за 41 годину до виходу на сушу, уряд Мексики оголосив попередження про ураган від Тапачули в Чіапас до Пунта Мальдонадо в Герреро. Невдовзі після того, як Полін вийшла на сушу, попередження було розповсюджено на північний-захід до Мансанільйо, Коліма, а пізніше до Пуерто-Вальярта, Халіско. Поворот Полін на північний-захід біля виходу на сушу був неочікуваним, що призвело до ураганних умов, про які в деяких районах можна було повідомити лише за кілька годин.
Влада Сальвадору оголосила національний стан тривоги у відповідь на потенційну загрозу з боку урагану. Мешканців затоплених районів попередили про можливу раптову повінь. Оскільки ураган різко повернув на північний-захід, немає жодних повідомлень про пошкодження або загибель від Полін в країні. Офіційні особи в Пуерто-Мадеро закрили портові споруди для всіх суден, за винятком суден у відкритому морі, які шукають притулку. Уряд остаточно закрив шість великих портів між Акапулько та Пуерто-Мадеро. Влада штату Оахака відкрила 75 притулків і підготувала 50 шкіл для розміщення 10 000 людей.

## Вплив

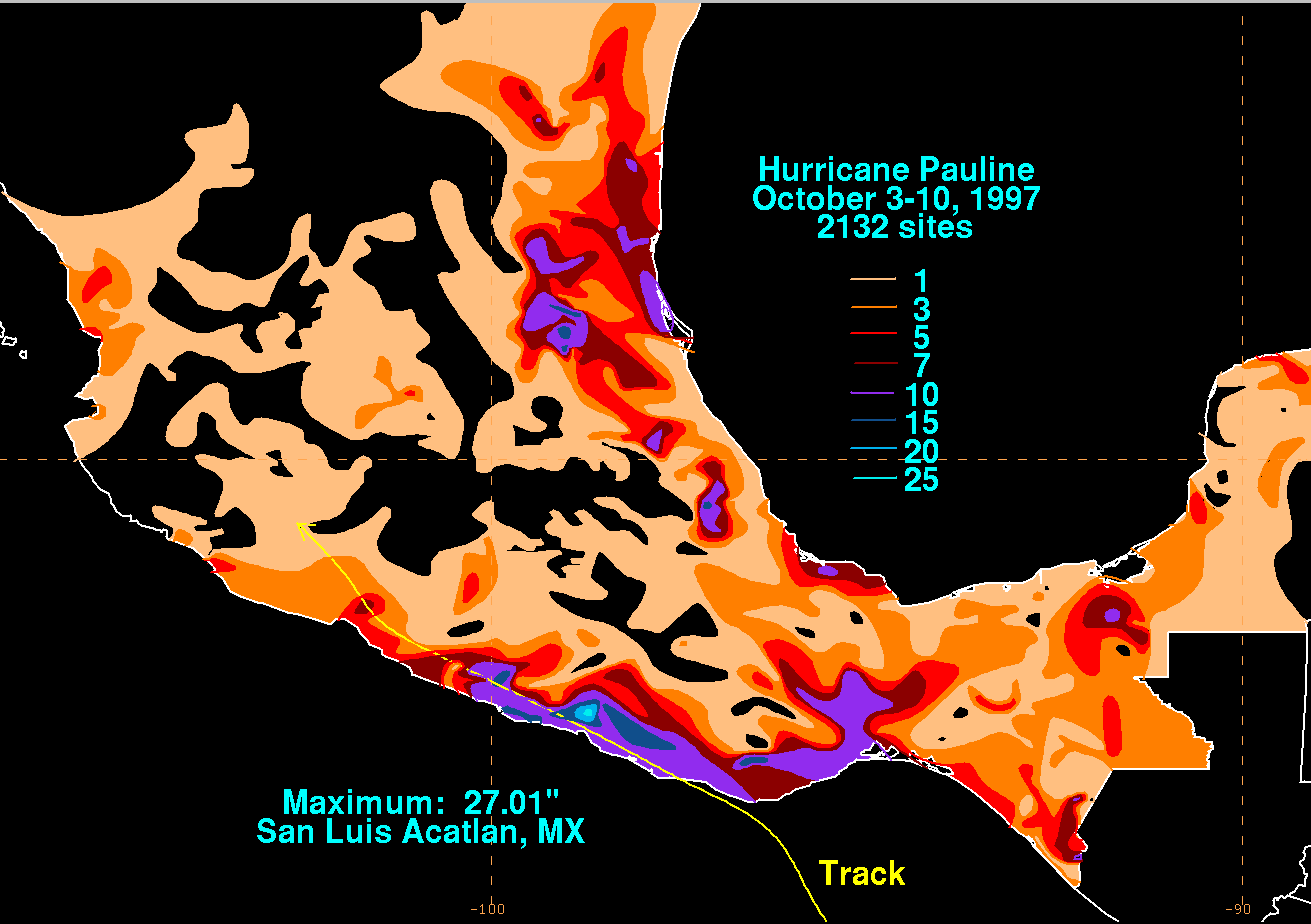
Карта накопичення опадів від Урагану Полін

Під час проходження урагану було зроблено небагато спостережень за поверхнею, хоча офіційні особи повідомили, що південна Мексика зазнала основного удару шторму. Пуерто-Ескондідо, штат Оахака, неподалік від місця, де Полін вийшла на сушу, повідомив про максимальний порив вітру 70 миль/год (110 км/год) за кілька годин до того, як ураган пройшов територією; після цього часу звіти не були доступні. Анемометр в Акапулько повідомив про порив вітру 59 миль/год (95 км/год) із постійним вітром 46 миль/год (74 км/год) . Однак чиновники вважають, що Полін могла бути ураганом, коли проходила територією. Ураган спричинив дуже сильні опади на своєму шляху, у багатьох областях випало понад 15 дюймів (380 мм). За даними Comision Nacional del Agua, опади були зафіксовані в 2132 місцях. Дві найвищі зареєстровані суми опадів становлять 27,1 дюйма (690 мм) у Сан-Луїс-Актлан і 32,62 дюйма (829 мм) у Пуенте-Хула, поблизу Пасо-де-Овехас у штаті Веракрус. Це зробило Полін найвологішим тропічним циклоном в історії Герреро. В Акапулько через ураган випало 16,9 дюймів (430 мм) опадів за 24 години. Це побило міський рекорд опадів, встановлений спочатку в 1974 році; загальна кількість опадів у 1997 році становила близько 25% річної кількості опадів у місті. Повідомлялося, що вздовж берегової лінії Оахаки висота моря становить близько 30 футів (9,1 м) , коли ураган досяг берега.
Штат Чіапас незначно постраждав від Урагану Полін, але серйозно постраждали Оахак а та Герреро, двох найбідніших регіонів Мексики. Найбільше постраждав регіон в Акапулько та навколо нього. По всій країні ураган «Полін» завдав збитків на 447,8 мільйонів доларів (1997 доларів США). У звіті, опублікованому Департаментом з гуманітарних питань ООН, повідомляється про 137 смертей через три дні після урагану Полін. Через чотири дні після проходження урагану в новинах Reuters було зазначено, що 173 загиблих і близько 200 зниклих безвісти, тоді як уряд Мексики оприлюднив заяву про 149 смертей. Зрештою, за повідомленнями ЗМІ, кількість загиблих становила щонайменше 230 осіб, а Мексиканський Червоний Хрест оцінив 400 загиблих і щонайменше 1900 зниклих безвісти. За оцінками Всесвітньої церковної служби, загинули щонайменше 500 осіб. Relief Web припускає, що було зареєстровано 217 летальних випадків і 600 000 людей постраждали. Приблизно 300 000 людей залишилися без даху над головою через шторм.

### Навколишнє середовище
Ураган завдав серйозної шкоди навколишньому середовищу; 200 квадратних миль (520 км 2 ) низинних тропічних лісів, соснових і вічнозелених дубових лісів було значно пошкоджено на півдні Мексики. Сильні хвилі призвели до сильної ерозії пляжу в деяких місцях. Ерозія вплинула на два цикли гніздування оливкової черепахи, знищивши близько 40 мільйонів яєць. Майже 806 000 гнізд постраждали, і близько 50% з них були знищені. Найсмертоносніший і найсильніший ураган, який обрушився на південь Мексики з 1959 року, це був перший задокументований удар урагану по коралових рифах Тихого океану. Урожай був надзвичайно пошкоджений, і було втрачено 400 000 мішків кави. У дні після урагану ціни на сою та пшеницю зросли. Загалом ураган Полін мав великий вплив на фауну Південної Мексики.

### Оахака
Надзвичайний стан був оголошений у штаті Оахака незабаром після того, як Полін досягла берега. Через рясні дощі річка Лос-Перрос вийшла з берегів, затопивши 50 муніципалітетів в Оахаці. Повінь пошкодила 12 мостів з яких два були зруйновані, а в деяких районах на кілька днів було відключено електрику, питну воду та телекомунікації. Проходження урагану вплинуло на тисячі будинків, залишивши приблизно 250 000 людей без даху над головою у штаті. Щонайменше 110 людей загинули в штаті, постраждали сотні тисяч жителів і 1278 громад.
Сильний вітер від урагану повалив дерева та лінії електропередач на півдні Оахаки. Шторм тимчасово ізолював Пуерто-Анхель і військово-морську базу, тим самим перекривши комунікації з рештою Мексики. В Уатулько вітер повалив антени місцевої телестанції та зруйнував щонайменше 30 будинків. Громада поблизу аеропорту міста сильно постраждала, велика кількість людей залишилися без даху над головою. Рясні дощі внаслідок шторму спричинили серйозні повені в деяких частинах Оахаки та сусіднього Чіапасу. Загалом в Оахаці постраждало близько 500 громад; найбільше постраждали Сапотеки, Хатіно та Міштеки.

### Герреро
Сильні опади призвели до сильних селевих потоків і повеней на півдні Герреро. Цілі громади були майже знищені, а деякі залишалися затопленими протягом тижня після урагану. Повінь вимила або знищила тисячі акрів посівів і вбила тисячі голів худоби. Повінь і селеві потоки ізолювали від зовнішнього світу понад 45 000 людей. Проходження урагану призвело до пошкодження будинків, мостів, електрики та водопостачання. Близько 400 мм (16 дюймів) випало в місті за три години, в результаті чого річки вийшли з берегів. Близько 1100 суден застрягли в порту, а 35 кораблів затонули. Збитки кавовій промисловості склали 80 мільйонів доларів США (1997 рік). Одне природоохоронне агентство зауважило, що для відновлення посівів кави знадобиться 15 років. Згідно з попередньою оцінкою, 123 людини загинули в Герреро, головним чином в Акапулько. Через чотири дні після урагану понад 200 пропали безвісти через те, що їх знесло морем або поховало селеві потоки. Загалом 50 000 людей залишилися без даху над головою по всьому штату. Через тиждень після Тропічного шторму Олаф раніше волога земля в поєднанні з сильними опадами з Поліни призвела до сильних селевих потоків і раптових повеней навколо затоки Акапулько. Там було зруйновано близько 5000 будинків, ще 25 000 пошкоджено, а 10 000 людей залишилися без даху над головою в місті та його околицях. Розкішні курортні готелі поблизу пляжу майже не постраждали від урагану, хоча мешканці міст втратили те небагато, що мали. Велика частина міста була вкрита брудом, а 70 відсотків Акапулько залишилися без води внаслідок урагану. Більшість мільйонних жителів міста залишилися без світла та телефону. Загальний збиток склав майже 300 мільйонів доларів США песо.

## Наслідки

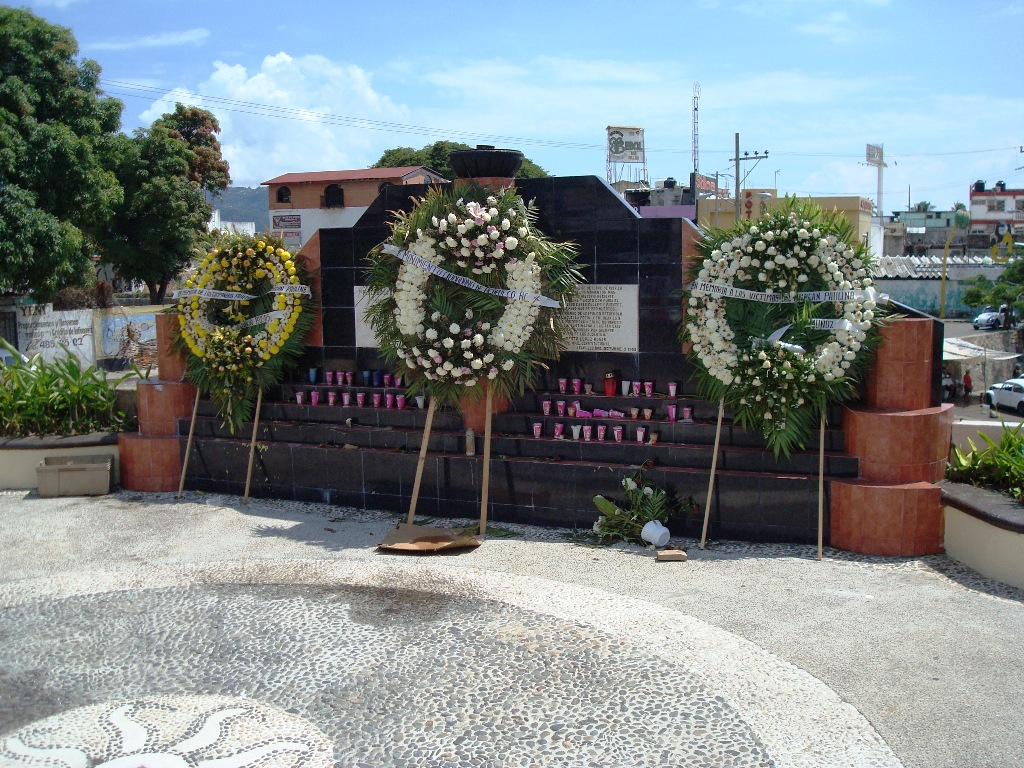
Меморіал пам'яті жертв Урагану Полін

Волонтери Мексиканського Червоного Хреста швидко вирушили в райони стихійного лиха з пошуково-рятувальними групами, в тому числі з використанням спеціально навчених собак для пошуку жертв урагану, які опинилися в багнюці в Акапулько. Через чотири дні після шторму кожна команда знаходила один або два трупи на день, а офіційні особи заявляли, що пошук може тривати тижнями. У Герреро команди врятували від небезпеки загалом 35 людей. Через кілька годин після того, як ураган пройшов цією територією, рятувальники відправилися на човні через затоплені території, щоб допомогти найбільш постраждалим районам. Червоний Хрест забезпечив їжею, водою, одягом, ковдрами, засобами для очищення води, сухим молоком та іншими нешвидкопсувними продуктами, а також медичними засобами тим, хто перебував у державних притулках в Оахаці, Герреро та Чіапасі. Мексиканський Червоний Хрест також створив притулки для розміщення та годування сотень переміщених осіб, і через чотири дні після шторму Червоний Хрест роздав 100 тонн допомоги жертвам урагану. Для надання допомоги постраждалим у місце також були направлені медичні працівники.
Чиновники встановили аварійні водоочисні установки в Акапулько, хоча вода залишалася практично недоступною. До міста відправили вантажівки з водою, тисячі стояли в чергах за прісною водою. Туристи в розкішних готелях Акапулько здебільшого не постраждали від урагану і швидко відновились, тоді як інші частини міста залишалися спустошеними. Готелі були змушені використовувати воду в пляшках і розподіляти наявну воду, щоб забезпечити якомога менше водою для решти міста. Після урагану в місті відбулося надзвичайне підвищення цін: один чиновник із захисту прав споживачів повідомив, що власники магазинів стягують на 200 відсотків більше за молоко, на 500 відсотків більше за тортильї та на 1000 відсотків більше, ніж зазвичай, за воду. Незважаючи на те, що уряд звинувачували у відсутності попереджень і нестачі води, Ернесто Седільо, тодішній президент Мексики, скоротив свою відпустку в Європі, щоб відреагувати на катастрофу. Урядові чиновники створили 39 центрів допомоги для громадян Акапулько, хоча деякі жителі не могли отримати їжу та воду. Деякі жителі запідозрили, що президент і його Інституційно-революційна партія (PRI) використовують допомогу для власних цілей. Президент пообіцяв висунути звинувачення і вирішив закрити центри допомоги на користь відкриття їдалень. Незважаючи на наявність їжі, мексиканська армія не відкрила кухню, а також допомогу не розподіляли в центрах допомоги.
Більша частина Акапулько залишалася закритою щонайменше тиждень після урагану. Спочатку влада навколо Акапулько надала перевагу очищенню туристичних зон, що призвело до швидкого відновлення мальовничої дороги від готелів до аеропорту. Туризм значно скоротився після урагану, змусивши деякі готелі стягувати на 40 відсотків менше, ніж зазвичай, намагаючись повернути людей. Одна авіакомпанія пропонувала два квитки на літак за ціною одного з Мехіко до Акапулько. Більшість готелів майже повністю повернулися до нормального стану приблизно через місяць після урагану.

### Пожертви
Уряди Оахаки та Герреро звернулися до ЮНІСЕФ з проханням про допомогу, зокрема, про надання резервуарів для води, водяних насосів і будівельних матеріалів. Міжнародна допомога спочатку була зосереджена майже виключно на збитках в Акапулько. Через тиждень після урагану 500 громад в Оахаці залишалися ізольованими та без допомоги, а кілька великих громад у Герреро не отримували жодної матеріальної допомоги через тиждень після урагану. Адвентистське агентство розвитку та допомоги організувало близько 7 тонн їжі та одягу та відправило автобус з 40 людьми, щоб допомогти ізольованим селам на півдні Мексики. Приблизно через десять днів після удару урагану 20 000 людей все ще були ізольовані від бригад екстреної допомоги та робіт з надання допомоги, що змусило президента підозрювати, що люди можуть почати вмирати від голоду. Вертольоти спочатку були направлені у віддалені райони, але сильний туман і сильний дощ після урагану зупинили операції. Уряд працював над тим, щоб доставити їжу у віддалені гірські громади, хоча чиновники відзначили серйозний ризик у цьому.
Через три дні після урагану Американський Червоний Хрест надіслав першу пожертву в розмірі 25 000 доларів США (1997 доларів США), а також надіслав пластикові листи для тимчасового покриття даху та засоби для чищення, такі як швабри, мітли, відра, губки, відбілювачі та хімікати для чищення. Місцеві відділення також запропонували допомогу. Відділення в Сан-Антоніо, штат Техас, надіслало набори для прибирання, а відділення в Лос-Анджелесі доставило 2000 комфортних наборів із засобами гігієни та кросвордами для дітей. Німецький Червоний Хрест також запропонував допомогу.

### Хвороби
Повінь від урагану поєдналася з неочищеними стічними водами в багатьох бідних районах південно-західної Мексики, що призвело до широкомасштабної загрози поширення тропічних хвороб. У результаті державні медичні працівники відкрили центри вакцинації в кількох містах уздовж узбережжя Герреро та Оахаки. Тисячі були щеплені від черевного тифу та правця. Чиновники відзначили потенційну загрозу гарячка денге та холери через зіпсовану воду. Медичні працівники також заявили, що комарі, хворі на малярію та лихоманку денге, ймовірно, розмножуються у великих територіях залишків води. В Акапулько, приблизно через два дні після того, як ураган пройшов, перший день сонця за тиждень випарував залишки води, поширюючи по всьому регіону пил із смертельними хворобами. Мешканців попередили кип’ятити їжу та воду протягом 30 хвилин через загрозу забруднення пилом. Повідомлялося про щонайменше двадцять випадків холери та щонайменше шість випадків лихоманки денге. Найважливіше те, що через Полін було 14 630 випадків малярії в 616 селах Оахаки; це становило приблизно 80% випадків малярії в Мексиці протягом 1998 року. Солдати армії розповсюджували таблетки хлору для дезінфекції басейнів і тачок, щоб видалити гнилу грязь і стічні води з їхніх пошкоджених будинків. Два літаки C-130 Hercules і двадцять гелікоптерів доставляли їжу та воду в невеликі села на південь від Акапулько, які залишалися на без їжі майже тиждень після урагану.

### Закріплення імені
Менш ніж через місяць після «Полін» ураган «Рік» обрушився на той самий загальний регіон, що принесло додаткові дощі та ускладнило роботу з надання допомоги. Однак у порівнянні з Полін пошкодження були мінімальними. Через високу кількість загиблих і масштаби збитків у Мексиці ім'я Полін було виключено навесні 1998 року Всесвітньою метеорологічною організацією та більше ніколи не використовуватиметься для тихоокеанського урагану. У сезоні 2003 року її замінила Патрісія.